# 卡缅涅茨基胡托里
48°42′43″N 27°44′34″E / 48.71194°N 27.74278°E
卡缅涅茨基胡托里（烏克蘭語：Кам'янецькі Хутори），是烏克蘭的村落，位於該國西南部文尼察州，由莫希利夫-波季利斯基區負責管轄，面積0.19平方公里，海拔高度250米，2001年人口27，人口密度每平方公里145.16人。